# Montrozier
Montrozier (okzitanisch: Mont Rosièr) ist eine französische Gemeinde mit 1.748 Einwohnern (Stand: 1. Januar 2022) im Département Aveyron der Region Okzitanien; sie gehört zum Arrondissement Rodez und zum Kanton Causse-Comtal. Die Einwohner werden Rozimontiens genannt.

## Geographie
Montrozier liegt etwa 14 Kilometer ostnordöstlich von Rodez in der Landschaft Causse, südlich der Causse du Comtal, am Aveyron. Umgeben wird Montrozier von den Nachbargemeinden Bozouls im Norden, Bertholène im Osten, Le Vibal im Süden, Agen-d’Aveyron im Südwesten, La Loubière im Westen sowie Sébazac-Concourès im Nordwesten.
Durch die Gemeinde führt die Route nationale 88.

## Bevölkerungsentwicklung
| Jahr                       | 1962 | 1968 | 1975 | 1982 | 1990 | 1999 | 2006 | 2018 |
| Einwohner                  | 1032 | 942  | 946  | 1081 | 1210 | 1279 | 1377 | 1662 |
| Quellen: Cassini und INSEE |      |      |      |      |      |      |      |      |

## Sehenswürdigkeiten
- Kirche Sainte-Foy
- Schloss Montrozier, seit 1976 Monument historique
- Brücke über den Aveyron, seit 1944 Monument historique
- Wassermühle
- Archäologisches Museum
- Zoologischer Garten (Jardin des Bêtes)

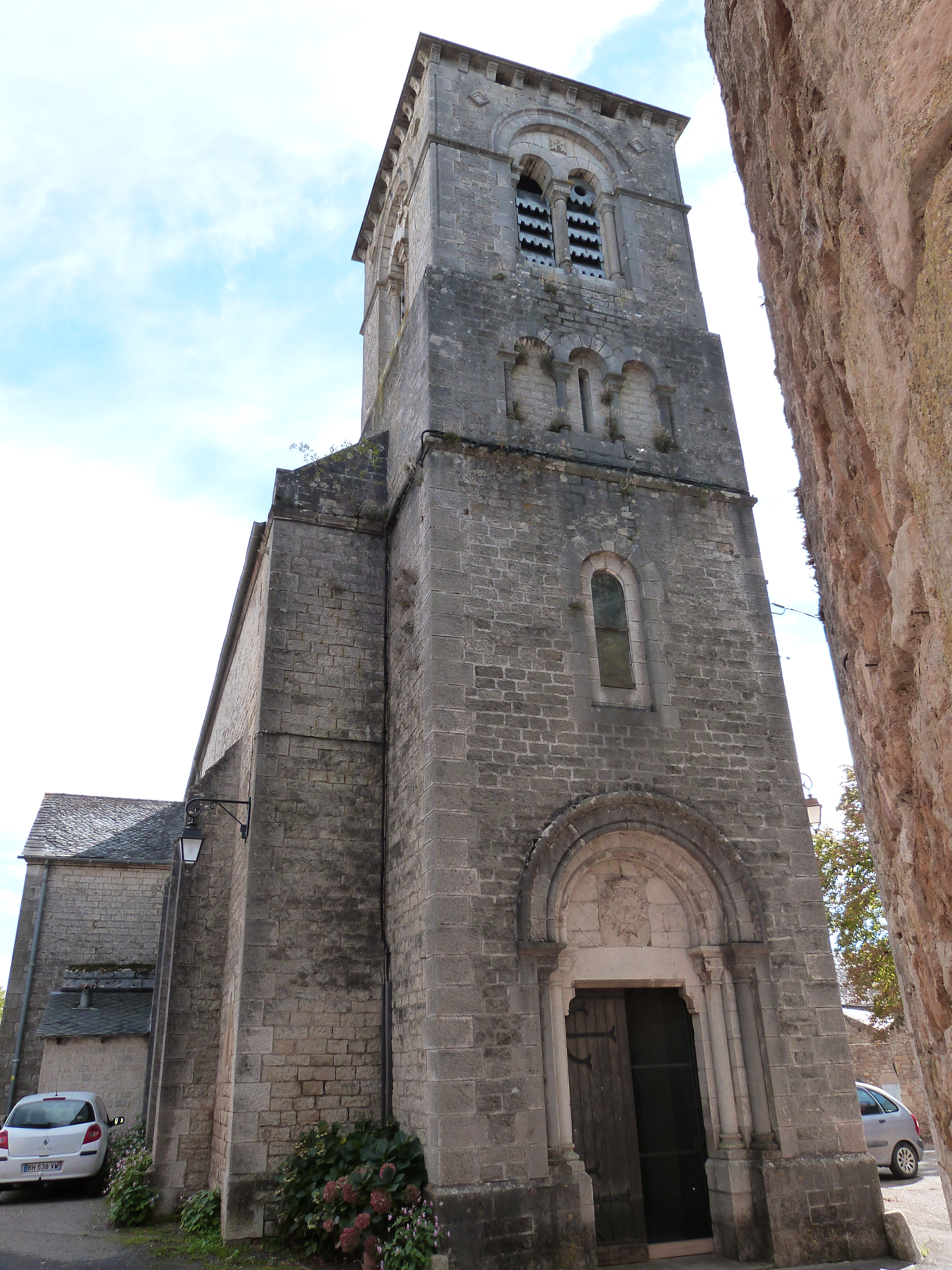
Kirche Sainte-Foy
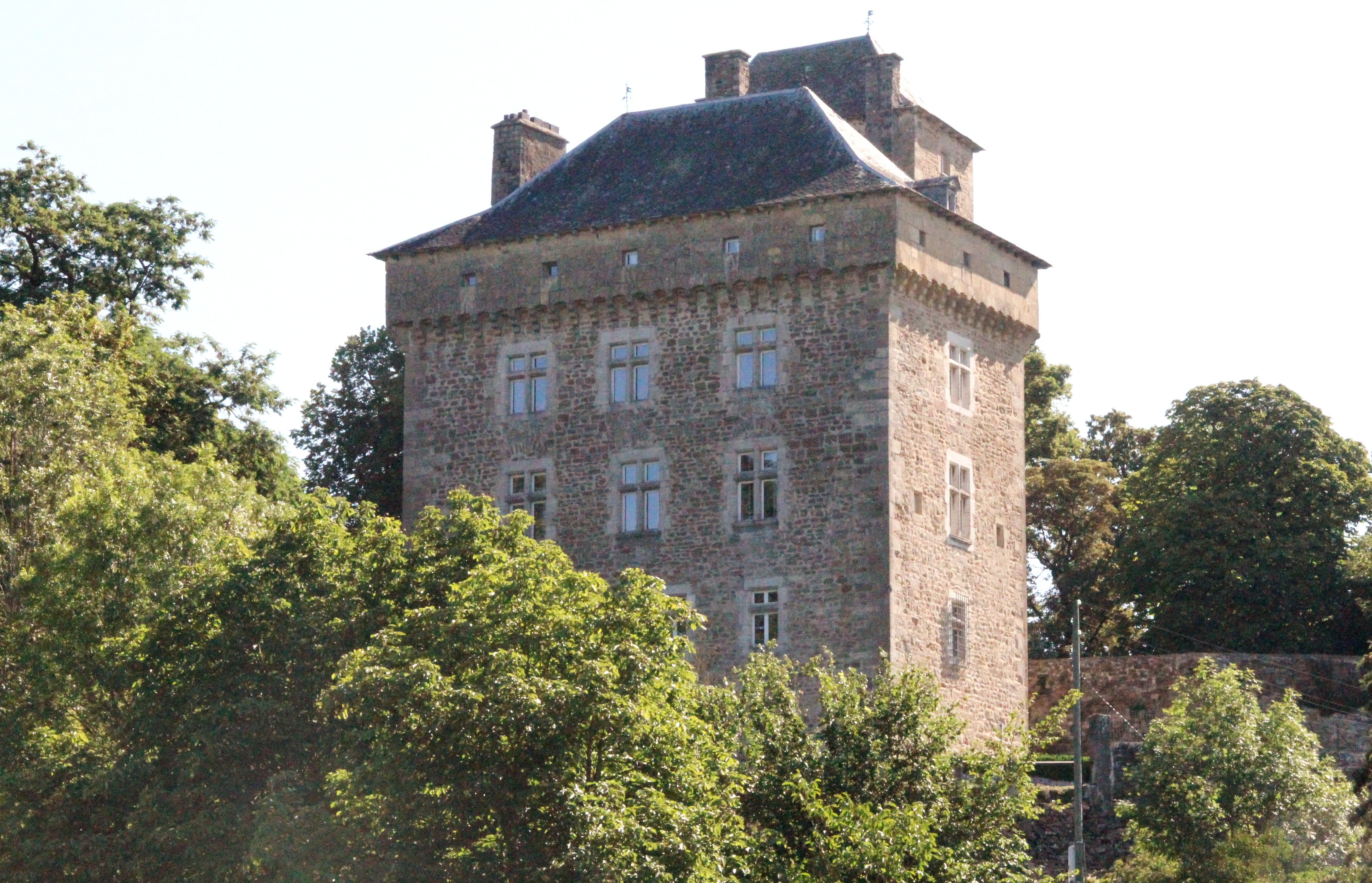
Schloss Montrozier
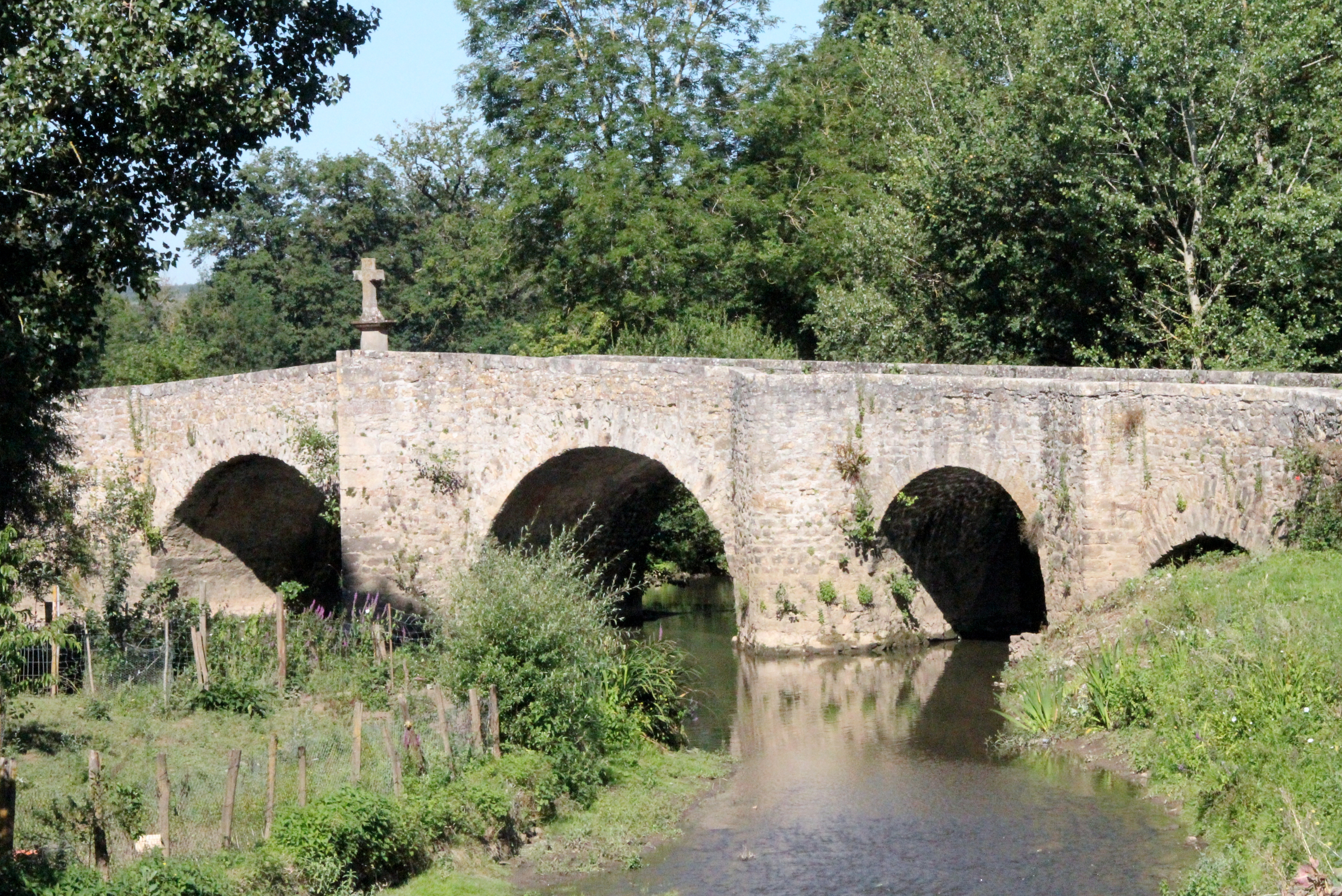
Brücke über den Aveyron